# Camp Blood 8
Camp Blood 8 (Originaltitel: Camp Blood 8: Revelations) ist ein US-amerikanischer Slasherfilm von Dennis Devinea aus dem Jahr 2020. Es ist, je nach Zählweise, der achte, neunte oder zehnte Teil der Camp-Blood-Filmreihe.

## Handlung
Das Volleyball-Team um Anführerin Dolly ist auf dem Weg zu einem Turnier in Utah. Dolly beschließt eine Abkürzung zu nehmen, doch das Auto gibt genau auf dem Gebiet des berühmt-berüchtigten Camp Blood im Blackwood Forest den Geist auf. Der gut gemeinte Rat eines etwas verwirrt wirkenden Einheimischen wird ignoriert. Die Gruppe trennt sich, um Hilfe zu holen. Dolly und eine ihrer Freundinnen machen sich auf den Weg zu einer verlassenen Hütte und treffen auf den Survivalisten Fred, der jedoch anscheinend auch etwas Böses im Schilde führt.
Erstes Opfer des Clowns wird Renee, die vom Clown entführt und zu dessen Mutter Sheila gebracht wird. Dort wird sie gezwungen, deren Brüste zu besingen. Sie soll ihr eine Beziehung vortäuschen, doch beim ersten Versuch zu fliehen tötet die Mutter sie.
Ashley wird ebenfalls vom Clown entführt und angekettet. Ihre wenig intelligente Freundin Brandy kann sie befreien. Als der Clown dies bemerkt, jagt er hinter Brandy her. Ashley sieht einen Geist, der jedoch ziemlich nutzlos ist. Sie schickt ihn hinter Brandy her, doch er muss mit ansehen, wie der Clown sie tötet.
In der Zwischenzeit kann Fred zwar den Clown aufhalten, doch in einer Hütte findet Dolly eine Gummipuppe. Fred will sie anschließend vergewaltigen, wird dann jedoch vom Clown getötet. Dolly und Ashley treffen zusammen und stellen sich beide gegen den Clown. Es gelingt ihnen, diesen zu töten, doch nun macht die Mutter Jagd auf die beiden und tötet Dolly. Ashley gelingt die Flucht aus dem Wald zur Straße, wo sie ein Auto mitnimmt.

## Hintergrund
Camp Blood ist eine Fortsetzung von Camp Blood 8 und der erste Teil der von Trash-Filmer Dennis Devine verantwortet wird. Obwohl er die Nummer 8 im Titel trägt, ist die Reihenfolge nicht ganz klar, da der Film Within the Woods (2005) zwar auf der Camp-Blood-Filmreihe aufbaut, aber nicht nummeriert wurde. 2018 entstand außerdem noch Ghost of Camp Blood, der auch nicht zur Reihe gezählt wird.
Die Slasher- und Splattereffekte wurden überwiegend per CGI erstellt bis auf eine Köpfung, die jedoch blutlos durchgeführt wird. Das Drehbuch enthält Anlehnungen an den Splatter-Klassiker Muttertag (1980) von Troma.
In Deutschland erschien der Film am 9. November 2022 im Rahmen des von WMM herausgegebenen Mediabooks Camp Blood Teil 7–10 unsynchronisiert und unter dem Titel Camp Blood 7.

## Kritiken
Wie die meisten Fortsetzungen von Camp Blood wurde der Film wenig beachtet. Die Horrorfilm-Blogging-Seite Voices from the Balcony bezeichnete den Film als leichte Verbesserung im Vergleich zu früheren Filmen der Serie. Auf Crappy Movie Reviews schrieb der Rezensent, dass es Devine endlich gelungen sei, einen Camp-Blood-Film zu machen, der ihm gefiel, insbesondere dass nun auch etwas Selbstironie in der Serie erkennbar sei.